# Андрију Ламбру
Андрију Ламбру (грч. Άντριου Λάμπρου, енгл. Andrew Lambrou, рођ. 25. маја 1998) је аустралијски певач кипарско-грчког порекла. Представљаће Кипар на такмичењу за песму Евровизије 2023. у Ливерпулу, у Уједињеном Краљевству.

## Рани живот
Ламбру је рођен 1998. године у породици кипарских Грка. Један од његових деда је из Пафоса на Кипру, а такође има корене са острва Лимнос у Грчкој.
Са 5 година, Ламбру је освојио прво место на еистедфоду који је одржавала школа, певајући Do-Re-Mi из Моје песме, моји снови . Исте године мајка га је уписала у музичку школу, схвативши да има склоности ка музици.

## Каријера

### 2013-2020: Почеци каријере иИкс-фактор
Ламбру је први пут привукао пажњу 2013. године након што је на YouTube поставио обраду Evanescence песме My Immortal. Музичка страница у Шпанији поделила је његову петнаестосекундну обраду песме Сема Смита Stay With Me која је постављена на Инстаграм и донела је Ламбруу више од 2.000 пратилаца преко ноћи.
2015. Ламброу је учествовао у седмој сезони Икс-фактор Аустралија. Био је елиминисан после супер гостовања код куће, непосредно пре наступа уживо, што га је сврстало у првих 20.
| Наступи и резултати у Икс-фактору (2015) | Наступи и резултати у Икс-фактору (2015) | Наступи и резултати у Икс-фактору (2015) | Наступи и резултати у Икс-фактору (2015) |
| Фаза                                     | Песма                                    | Првобитни извођач                        | Резултат                                 |
| ---------------------------------------- | ---------------------------------------- | ---------------------------------------- | ---------------------------------------- |
| Аудиција                                 | Chains                                   | Ник Џонас                                | Ушао у тренинг фазу                      |
| Фаза тренинга и изазов са пет столица    | Ain't Nobody                             | Rufus и Чака Кан                         | Ушао у супер кућне посете                |
| Супер кућне посете                       | Start Again                              | Конрад Севел                             | Елиминисан(а)                            |

Након година објављивања својих виралних обрада, Ламбру је прешао на писање сопствене музике, стварајући своју базу обожаватеља која стално расте. Приметио га је Sony ATV и потписао га је Мари Хамблион 2017. Ово је омогућило Ламбруу да развије сопствене музичке способности и да сарађује са другим уметницима.

### 2021-данас:Евровизија – Аустралија одлучујеиЕвровизија 2023.
Почетком 2021, Ламбру је потписао уговор са издавачком кућом City Pop Records из Сиднеја и објавио свој дебитантски сингл Throne. Аустралијско удружење независних издавача назвало је Throne, „мрачним и упечатљивим дебијем у којем млади певач и текстописац сигнализира свој долазак као надолазећи поп тешкаш“.
У јулу 2021., Ламбру је објавио Lemonade за коју је Ламбру рекао „[да] представља сазнање да је добро иза угла и да је савршена особа ту за свакога“.
Дана 24. септембра 2021, Ламбру је објавио свој трећи сингл, Confidence. Говорећи о синглу, Ламбру је рекао: „Confidence значи проналажење новог самопоуздања у себи када сте у партнерству са правом особом. Понекад тај посебан неко може да извуче оно најбоље из вас, а када обоје пружате исти осећај једно другом, то је неупоредиво."
У фебруару 2022, Ламбру се такмичио на Евровизија: Аустралија одлучује 2022. са песмом Electrify. Ламбру је рекао: „Песма жели да пренесе овај 'магични' тренутак који осећате када сретнете некога и 'наелектрише' вас, чини да верујете да сте стекли супер моћи." Освојио је 51 бод и завршио на 7. месту.
Дана 17. октобра 2022, Кипарска емитерска корпорација (CyBC) објавила је да ће Ламбру представљати Кипар на такмичењу за песму Евровизије 2023. Истог месеца, Ламбру је потписао уговор са Panic Records, водећом издавачком кућом и у Грчкој и на Кипру, са којом CyBC одржава уговор о уласку на Песму Евровизије и за будућа издања.
Дана 2. марта 2023, његова евровизијска песма Break a Broken Heart је објављена.

## Дискографија

### Синглови
| Наслов               | Година | Албум            |
| -------------------- | ------ | ---------------- |
| Throne               | 2021.  | сингл без албума |
| Lemonade             | 2021.  | сингл без албума |
| Confidence-          | 2021.  | сингл без албума |
| Electrify            | 2022.  | сингл без албума |
| Break a Broken Heart | 2023.  | сингл без албума |